# Haikara-Aapa-Vitsikkoaapa
Haikara-Aapa-Vitsikkoaapa este o arie protejată (arie specială de conservare — SAC, sit de importanță comunitară — SCI, arie de protecție specială avifaunistică — SPA) din Finlanda întinsă pe o suprafață de 1.867 ha, integral pe uscat.

## Localizare
Centrul sitului Haikara-Aapa-Vitsikkoaapa este situat la coordonatele 66°58′04″N 26°55′50″E / 66.9678°N 26.9306°E.

## Înființare
Situl Haikara-Aapa-Vitsikkoaapa a fost declarat sit de importanță comunitară în august 1998 pentru a proteja 3 specii de plante și 18 specii de animale. Alte tipuri de protecție:
- arie de protecție specială avifaunistică (în august 1998)[2]
- arie specială de conservare (în aprilie 2015)[1][3][4]

## Biodiversitate
Situată în ecoregiunea boreală, aria protejată conține 6 habitate naturale: Lacuri și iazuri distrofice naturale, Cursuri de apă de la nivel de câmpie la nivel montan, cu vegetație Ranunculion fluitantis și Callitricho-Batrachion, Mlaștini alcaline, Turbării Aapa, Taiga vestică, Mlaștini împădurite.
La baza desemnării sitului se află mai multe specii protejate:
- plante (3): Hamatocaulis vernicosus, Meesia longiseta, ochii-șoricelului (Saxifraga hirculus)
- păsări (17): minunița (Aegolius funereus), gâscă de semănătură (Anser fabalis), cocoșul de mesteacăn (Bonasa bonasia), bătăuș (Calidris pugnax), lebădă de iarnă (Cygnus cygnus), ciocănitoare neagră (Dryocopus martius), șoim de iarnă (Falco columbarius), vânturel roșu (Falco tinnunculus), ciuvică (Glaucidium passerinum), cocor (Grus grus), becațină mică (Lymnocryptes minimus), ciocănitoare de munte (Picoides tridactylus), ploier auriu (Pluvialis apricaria), Surnia ulula,  cocoș de munte (Tetrao urogallus), fluierar negru (Tringa erythropus), fluierar de mlaștină (Tringa glareola)
- mamifere (1): vidră de râu (Lutra lutra)

Pe lângă speciile protejate, pe teritoriul sitului au mai fost identificate 2 specii de plante, 1 specie de mamifere.